# Liste des sénateurs belges (législature 1968-1971)
Pour les articles homonymes, voir Liste des sénateurs belges.
Liste des sénateurs pour la législature 1968-71 en Belgique, à la suite des élections législatives  par ordre alphabétique.

## Président
- Paul Struye

## Membres

### de droit
- S.A.R. Mgr. le Prince Albert de Belgique

### élus
1. Paul Akkermans (nl) (arr.Anvers)
2. Charles Bailly (arr.Liège)
3. Henricus Ballet (nl) (arr.Anvers)
4. Jean Baltus (arr.Verviers)
5. Jan Bascour (arr.Bruxelles)
6. François Blancquaert (arr.Courtrai-Ypres)
7. Frans Block (arr.Anvers)
8. Albert Bogaert (nl) (arr. Bruges)
9. Maurice Bologne (arr.Charleroi-Thuin)
10. René Bourgeois (arr.Bruxelles)
11. Omaar Carpels (nl) (arr. Bruges)
12. Louis Chardome (aarts. du Luxembourg)
13. Lode Claes (arr.Bruxelles)
14. Edmond Coppens (arr. Audenarde-Alost)
15. Émile Cuvelier (Arr. Audenarde-Alost)
16. F. Cuvellier (arr. Namur/Dinant-Philippeville)
17. Constant De Clercq (nl) (arr. Courtrai-Ypres)
18. Leopold Decoux (nl) (arr.Louvain)
19. Joseph De Grauw (arr.Bruxelles)
20. Frans De Groof (arr.Anvers)
21. Fernand Dehousse (arr.Liège)
22. Georges Dejardin (arr.Liège)
23. Roger Dekeyzer (arr. Anvers)
24. Charles Deliège (arr. Charleroi-Thuin)
25. René Deliège (arr. Charleroi-Thuin)
26. Fernand Delmotte[1] (arr. Mons-Soignies)
27. Abdon Demarneffe, secrétaire (arr. Hasselt-Tongres-Maaseik)
28. Albert Demuyter (arr.Bruxelles)
29. DrGérard De Paep (nl) (arr. Termonde/Saint-Nicolas)
30. Maurice Dequeecker (nl) (arr. Anvers)
31. Armand De Rore (nl) (arr.Courtrai-Ypres)
32. Pierre Descamps, questeur (arr.Tournai-Ath)
33. Emile De Winter (arr. Bruxelles)
34. André Dua (nl) (arr.Gand-Eeklo)
35. Abel Dubois[2] (arr.Mons-Soignies)
36. Jean Dulac (arr.Tournai/Ath/Mouscron)
37. Leo Elaut (arr. Gand-Eeklo)
38. Gaston Eyskens[3] (arr.Louvain)
39. Jacques Franck (arr. Bruxelles)
40. Jean Gillet (arr.Verviers)
41. Jacques Hambye (arr. Mons-Soignies)
42. Charles Hanin (arrts du Luxembourg)
43. Charles Héger[4] (arr. Namur/Dinant-Philippeville)
44. Alfred Henckaerts (arr.Liège)
45. Gaston Hercot (arr. Charleroi-Thuin)
46. César Heylen (arr. Hasselt-Tongres-Maaseik)
47. Norbert Hougardy, 2e vice-président (arr. Bruxelles)
48. Georges Housiaux (arr.Huy-Waremme)
49. Raf Hulpiau (arr. Bruxelles)
50. Alfons Jeurissen (arr. Hasselt/Tongres-Maaseik) (+ 11.12.1969) remplacé 11.12.1969 par Joris Hardy
51. Wim Jorissen, secrétaire (arr.Malines-Turnhout)
52. Jacques Jottrand (arr. Mons-Soignies)
53. Jean Kevers (arr. Tournai-Ath-Mouscron)
54. Robert Lacroix, secrétaire (arr. Namur-Dinant-Philippeville)
55. Léonce Lagae (arr.Louvain)
56. André Lagasse (arr.Bruxelles)
57. Hilaire Lahaye, secrétaire (arr. Courtrai-Ypres)
58. Albert Lilar (arr. Anvers)
59. Edmond Machtens, questeur (arr. Bruxelles)
60. John Maes (arr.Bruxelles)
61. Henri Maisse[5] (arr.Liège)
62. Mathieu (arr.Huy/Waremme)
63. Laurent Merchiers (arr.Gand-Eeklo)
64. Willem Mesotten (arr.Hasselt-Tongres-Maaseik)
65. Pierre Miessen (arr.Verviers)
66. Raymond Miroir (arr. Furnes-Dixmude-Ostende)
67. Nestor Miserez (arr.Charleroi-Thuin) († 18.08.1968) remplacé par André Bricout
68. Henri Moreau de Melen (arr. Liège)
69. René Noël (arr.Mons-Soignies)
70. Justin Peeters (arr.Nivelles)
71. Willy Persyn (arr.Roulers-Tielt)
72. Jan Piers (nl) (arr.Furnes-Dixmude-Ostende)
73. Jacques Pohl (arr. Bruxelles)
74. Jef Ramaekers (arr. Malines-Turnhout)
75. Hubert Pontus (arr.Verviers) († 1968)
76. R. Remson (arr.Charleroi-Thuin)
77. Léon Reuter (arrts du Luxembourg)
78. John Roelants (arr. Malines-Turnhout)
79. Robert Roosens (arr.Anvers)
80. Oktaaf Scheire (arr. Gand-Eeklo)
81. Aloïs Sledsens (arr.Anvers)
82. Albert Smet (nl) (arr. Termonde/Saint-Nicolas) (jusque 1971, remplacé par Gilbert Lemmens
83. chevalier Albert Snyers d'Attenhoven (arr.Bruxelles)
84. Albert Strivay (arr.Liège)
85. Paul Struye, président (arr. Bruxelles)
86. Marcel Thiry (arr.Liège)
87. Michel Toussaint (arr.Namur/Dinant-Philippeville)
88. Omer Vanaudenhove(arr.Louvain)
89. Renaat Van Bulck (arr. Anvers)
90. André Van Cauwenberghe, questeur (arr. Charleroi-Thuin)
91. Geeraard Van Den Daele (arr.Gand-Eeklo)
92. Dieudonné Vander Bruggen, secrétaire (arr. Audenarde-Alost)
93. Herman Vanderpoorten (arr.Malines-Turnhout)
94. Marcel Vandewiele (arr.Bruges)
95. Henricus Van Donick, secrétaire (arr. Malines-Turnhout)
96. Frans Vangronsveld (arr.Hasselt/Tongres-Maaseik)
97. Bernard Van Hoeylandt (nl) (arr. Termonde/Saint-Nicolas)
98. Jozef Van In, questeur (arr. Malines-Turnhout)
99. Roger Vannieuwenhuyze (arr. Roulers-Tielt)
100. Lucien Vanopbroecke (arr. Audenarde-Alost)
101. Edgard Vanthilt (arr.Hasselt/Tongres-Maaseik)
102. Joris Verhaegen (arr. Malines-Turnhout)
103. Piet Vermeylen[2] (arr. Bruxelles)
104. Armand Verspeeten (arr.Gand-Eeklo)
105. Raoul Vreven (arr.Hasselt-Tongres-Maaseik)
106. Leon Vuylsteke (nl) (arr. Termonde/Saint-Nicolas)
107. Joseph Wiard (nl) (arr. Bruxelles)

### provinciaux
- Jean Allard
- Georges Avelange
- Gaston Baccus
- Victor Barbeaux
- Georges Beauduin
- Antoon Beck
- Georges Beghin
- Victor Billiet
- Elias Bogaerts
- Edgard Bouwens
- Gustaaf Breyne[6]
- Max Bury
- Willy Calewaert
- Paul Cathenis
- Joseph Daems
- Armand De Baer (nl)
- Ferdinand De Bondt
- Jean Debucquoy, questeur
- C. De Clercq
- Paul De Clercq
- Jean-Baptiste Delhaye
- Renaat Diependaele
- Jef Dupont
- Noël Duvivier
- Alphonse Ferret
- Jean Goffart
- Jean Gribomont
- Robert Houben
- Lambert
- Victor Leemans
- Hubert Leynen (nl)
- Michel Louis
- Jozef Magé
- Maurice Olivier
- Gilbert Pede
- Marceau Remson
- Pierre Renquin
- Basile Risopoulos
- Medard Stalpaert
- Pierre Stroobants
- Leo Vanackere
- Vandamme
- Gérard Vandenberghe
- Marcel Vanderhaegen
- Leo Vandeweghe
- Leo Van Raemdonck(devient député le 26.2.1969)
- Octaaf Verboven
- Charles Willems (nl)

### cooptés
- Ernest Adam
- Pierre Ansiaux
- Frans Baert
- Marcel Collart
- Jean-Florian Collin
- Henri Cugnon
- Joseph Custers (nl)
- Carlos De Baeck
- Robert Gillon
- Albert Grégoire
- Paul Herbiet
- Lucien Martens
- Fernand Parmentier
- Marc-Antoine Pierson
- Karel Poma
- Louis Rombaut
- Paul Segers[7]
- Léon Servais
- Elie Van Bogaert (nl), 1er vice-président
- Karel Van Cauwelaert
- Robert Vandekerckhove, 3e vice-président
- Gabriël Vandeputte
- Maurits Vanhaegendoren
- Jos Van Heupen